# Train of Consequences
"Train of Consequences" er den første single fra det amerikanske thrash metal-band Megadeths album Youthanasia fra 1994. Den blev nummer 29 på Billboard Mainstream Rock Tracks-listen og nummer 22 i Storbritannien.
Tekstmæssigt handler "Train of Consequences" om de destruktive sider af gambling.

## Spor
1. "Train of Consequences"
2. "Crown of Worms"
3. "Black Curtains"
4. "Ashes in Your Mouth (Live)"
5. "Peace Sells (Live)"
6. "Anarchy in the U.K. (Live)"